# 於呂閇志胆沢川神社
於呂閇志胆沢川神社（おろへしいさわがわじんじゃ）は、岩手県奥州市胆沢にある神社。厨子が文化財指定を受けている。

## 祭神
- 神八井耳命（カンヤイミミノミコト）
- 須佐之男命（スザノオノミコト）
- 大日靈命（カグツチノミコト）
- 誉田別命（ホンダワケノミコト）
- 大山祇命（オオヤマツミノミコト）
- 大名持命（オオナモチノミコト）

## 歴史
当社は於呂閇志神社と胆沢川神社の合併社。胆沢川神社は、807年（大同2年）坂上田村麻呂による勧請であり、祭神は胆沢川の水速女命。於呂閇志神社は当社西方約10キロメートルにある猿岩を「作神」として祀ったもの。「於呂閇志神社縁起」によれば810年（弘仁元年）、嵯峨天皇の勧請で、祭神は木花咲耶姫命。1871年（明治4年）に合併された。

## 文化財

### 於呂閇志胆沢川神社厨子
主屋間口91cm、奥行91.8cm。向拝間口91cm、奥行49.5cm。一間四方、入母屋造、屋根はこけら葺、妻入。仙台藩2代藩主・伊達忠宗の末子で前沢領主となった伊達宗章（1633年没）の霊廟厨子。没年をあまり降らない時期に建造されたとされる。もと奥州市前沢区霊桃寺境内にあったものを、当社に移転し、本殿内厨子として転用したものである。斗拱、台輪や頭貫の木鼻、その絵様、および妻飾りなどがみられる。1991年（平成3年）3月29日、県から有形文化財に指定された。

## 現地情報
所在地
- 岩手県奥州市 胆沢若柳字下堰袋48

交通アクセス
- 東北自動車道奥州スマートICより車15分

駐車場
- あり

周辺施設
- 八幡神社 (奥州市胆沢区) – 本殿が岩手県指定有形文化財